# Rue Rampal
La rue Rampal est une voie du 19e arrondissement de Paris, en France.

## Situation et accès
La rue Rampal est une voie publique située dans le 19e arrondissement de Paris. Elle débute au 35, rue de Belleville et se termine au 48, rue Rébeval.

## Origine du nom
Elle porte le nom de Benjamin Rampal (1812 – Paris, 3 décembre 1879), philanthrope, économiste et écrivain qui avait légué toute sa fortune à la Ville de Paris pour consentir des prêts à des sociétés coopératives ouvrières,.

## Historique
Cette voie a été ouverte en 1890, entre les rues du Général-Lasalle et Rébeval,  sur l'emplacement d'une ancienne usine à gaz. Elle prend sa dénomination actuelle par un arrêté du 28 décembre 1894 et est classée dans la voirie parisienne par un décret du 14 mars 1896.
Par un décret du 24 octobre 1898, elle est prolongée entre les rues de Belleville et du Général-Lasalle.

## Bâtiments remarquables et lieux de mémoire

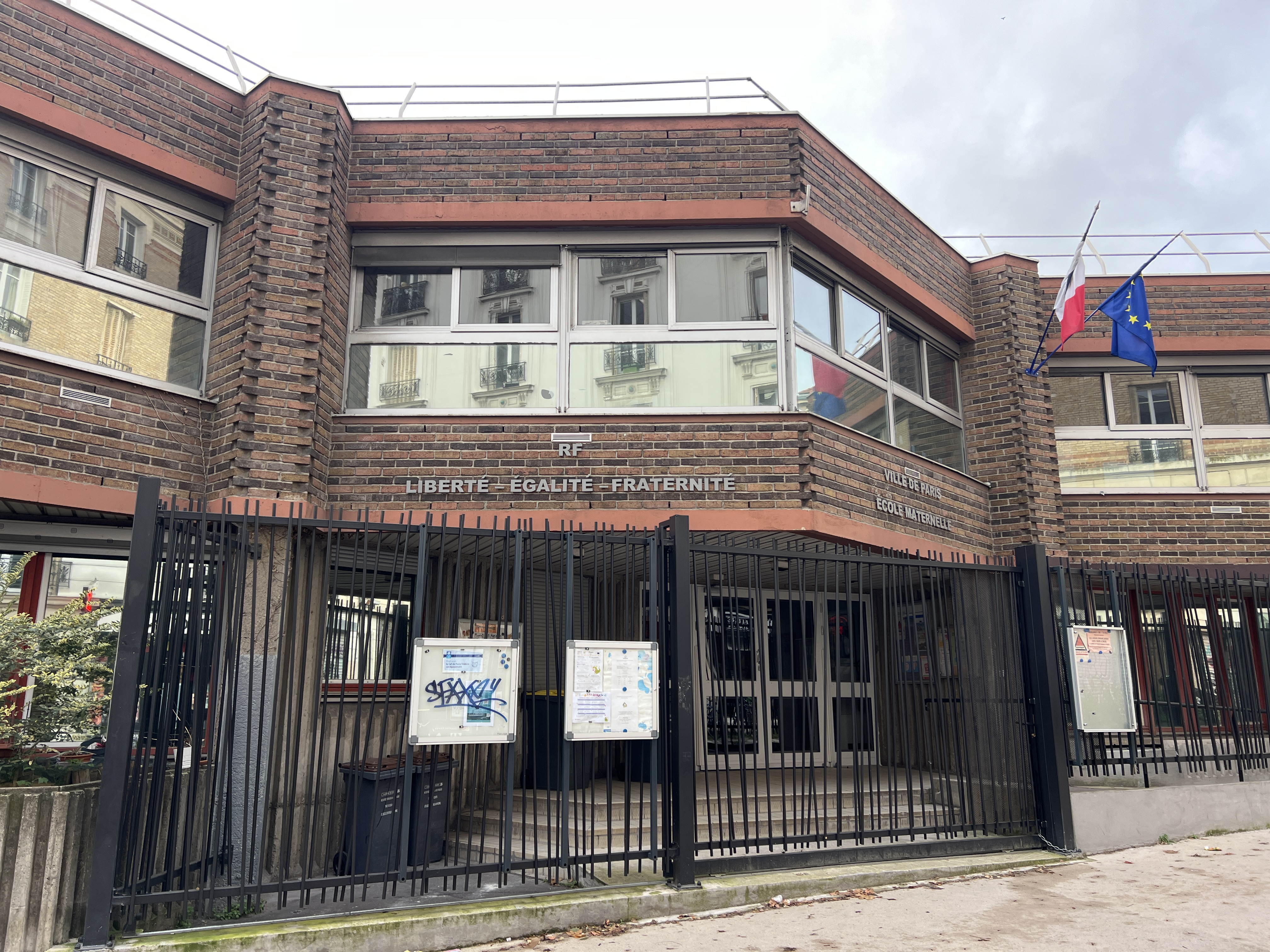
École maternelle.

- No 11 : école maternelle publique.